# 蓋伊 (阿肯色州)
蓋伊（英語：Guy）是一個位於美國阿肯色州福克納縣的城市。

## 地理
蓋伊的座標為35°19′29″N 92°20′06″W / 35.32472°N 92.33500°W，而該地的平均海拔高度為207米（即679英尺）。

## 人口
根據2020年美國人口普查的數據，蓋伊的面積為17.55平方千米，皆為陸地。當地共有人口752人，而人口密度為每平方千米42人。